# Hugues Frenette
Pour les articles homonymes, voir Frenette.
Hugues Frenette, né le 30 juin 1973 à Québec au Canada, est un acteur québécois.

## Biographie
Hugues Frenette est un acteur et metteur en scène diplômé en jeu du Conservatoire d’art dramatique de Québec (1996). Il a œuvré principalement sur les scènes de la ville de Québec, mais aussi à Montréal, Ottawa et Paris. Il apparaît également à l'occasion au cinéma et à la télévision. Il enseigne le jeu et la direction d'acteur au Conservatoire d'art dramatique de Québec.

## Théâtre
- 1996 : Splendid's de Jean Genet / mise en scène de Rodrigue Villeneuve / Théâtre des Têtes Heureuses : Johny
- 1997 : Les estivants de Maxime Gorki / mise en scène de Serge Denoncourt / Théâtre du Trident : Un homme
- 1997 : The cousins d'Isabelle Hubert / carte blanche du Foyer du Théâtre / Théâtre Périscope : Willbrod
- 1997 : Je ne suis pas Rappaport d'Herb Gardner / mise en scène de Gill Champagne / Théâtre de La Bordée : Gilley
- 1998 : Trainspotting d'Irvine Welsh / mise en scène de Wajdi Mouawad / Théâtre de Quat'Sous : Franco Begbie
- 1998 : Les guerriers de Philippe Minyana / mise en scène de Gill Champagne / Théâtre Blanc : Taupin
- 1998 : Et celui sous terre de Sam Sheppard / mise en scène de Gill Champagne / Théâtre du Trident : Vince
- 1999 : Les mains bleues de Larry Tremblay / mise en scène de Martin Faucher / Théâtre d'Aujourd'hui : Jeremie
- 1999 : Les troyennes d'Euripide / mise en scène de Wajdi Mouawad / Théâtre du Trident : Poséidon
- 1999 : Les caprices de Marianne d'Alfred de Musset / mise en scène de Claude Poissant / Théâtre du Trident : Octave
- 1999 : Orlando de Marie Dumais / mise en scène de Marie Dumais / Théâtre Périscope : Orlando
- 2000 : Mode d'emploi / mise en scène de Jacques Lessard / Théâtre de la Fenière : Jean
- 2000 : George Dandin de Molière / mise en scène de Patrick Saucier / Théâtre de La Bordée : Clitandre
- 2000 : L'hôtel des horizons de Reynald Robinson / mise en scène de Reynald Robinson / Théâtre de La Bordée : Steve
- 2000 : La Reine morte d'Henry de Montherlant / mise en scène de Denise Guilbault / Théâtre Denise-Pelletier : Don Pedro
- 2001 : Monsieur Bovary de Robert Lalonde / mise en scène de Lorraine Pintal / Coproduction Théâtre du Nouveau-Monde et Théâtre du Trident : rôles multiples
- 2002 : Antigone de Sophocle / mise en scène de Brigitte Haentjens / Théâtre du Trident : Hémon
- 2002-2010 : Les Trois Sœurs d'Anton Tchekhov / mise en scène de Wajdi Mouawad / Théâtre du Trident : Tousenbach
- 2002 : Chronique de la vérité occulte de Pere Calders / mise en scène de Philippe Soldevila / Théâtre Sortie de Secours : rôles multiples
- 2003 : Marie Tudor de Victor Hugo / mise en scène de Gill Champagne / Théâtre du Trident : Simon Renard
- 2003-2007 : Lentement la beauté, création collective / mise en scène de Michel Nadeau / Théâtre Niveau Parking : rôles multiples
- 2003-2007 : La Trilogie des dragons, création collective / mise en scène de Robert Lepage / Ex Machina : rôles multiples
- 2004 : Turcaret de Lesage / mise en scène de Michel Nadeau / Théâtre du Trident : Flamand
- 2004 : Aux portes du royaume de Knut Hamsun / mise en scène de Claude Poissant / Théâtre du Trident : Kareno
- 2004-2009 : Vie et mort du roi boîteux de Jean-Pierre Ronfard / mise en scène de Frédéric Dubois / Théâtre Les Fonds de Tiroir : Filippo Ragone
- 2004 : Amour, délice et ogre de Claudie Gagnon / mise en scène de Claudie Gagnon / Théâtre des Confettis : rôles multiples
- 2004 : L'Impératrice du dégoût de Lorraine Côté / mise en scène de Michel Nadeau / Théâtre du Niveau Parking : Antoine
- 2005 : L'Aigle à deux têtes de Jean Cocteau / mise en scène de Marie-Hélène Fortin / Coproduction Théâtre de La Bordée et Théâtre Denise-Pelletier : Stanislas
- 2006-2008 : En attendant Godot de Samuel Beckett / mise en scène de Lorraine Côté / Théâtre de La Bordée : Lucky
- 2006 : Les Mots fantômes de Michel Nadeau / mise en scène de Michel Nadeau / Théâtre Niveau Parking : Hubert
- 2006-2010 : On achève bien les chevaux de Marie-Josée Bastien / mise en scène de Marie-Josée Bastien / Coproduction Les Enfants Terribles et Théâtre Niveau Parking : rôles multiples
- 2006 : Glengarry Glenross de David Mamet / mise en scène de Frédéric Dubois / Le Dream Team : Lépine
- 2007 : Les Mains sales de Jean-Paul Sartre / mise en scène de Marie Gignac / Théâtre du Trident : Hugo
- 2007-2009 : Le Psychomaton d'Anne-Marie Olivier / mise en scène de Véronika Makdissi-Warren / Groupe Ad Hoc : rôles multiples
- 2008 : Cyrano de Bergerac d'Edmond Rostand / mise en scène de Marie Gignac / Théâtre du Trident : Cyrano
- 2008 : Elvire Jouvet 40 de Brigitte Jaques / mise en scène de Lorraine Côté / Théâtre Niveau Parking : Octave
- 2009 : Hedda Gabler d'Henrik Ibsen / mise en scène de Lorraine Côté / Théâtre de La Bordée : Testman
- 2009 : L'Asile de la pureté de Claude Gauvreau / mise en scène de Martin Faucher / Théâtre du Trident : Marcassilar
- 2009 : Le Dîner de cons de Francis Veber / mise en scène de Renaud Paradis / Théâtre Voix d'Accès : Cheval
- 2009 : Reconnaissance de Michel Nadeau / mise en scène de Michel Nadeau / Théâtre du Trident : rôles multiples
- 2010 : Henri IV de Luigi Pirandello / mise en scène de Marie Gignac / Théâtre du Trident : Henri IV
- 2010 : Dom Juan de Molière / mise en scène de Jean-Sébastien Ouellette / Théâtre du Trident : Dom Juan
- 2010 : Un sofa dans le jardin, création collective / mise en scène de Michel Nadeau / Théâtre de La Bordée : rôles multiples
- 2011 : La Médée d'Euripide / mise en scène de Diego Aramburo / Théâtre du Trident : Jason
- 2012 : Fin de partie de Samuel Beckett / mise en scène de Lorraine Côté / Théâtre de La Bordée : Clov
- 2012-2013 : Jocaste reine de Nancy Huston / mise en scène de Lorraine Pintal / Coproduction Théâtre de La Bordée et Théâtre du Nouveau Monde : le Coryphée
- 2012 : L'Enfant matière de Larry Tremblay / mise en scène de Christian Lapointe / Théâtre Blanc : Sing
- 2012-2014 : Angoisse cosmique de Christian Lollike / mise en scène de Michel Nadeau / Théâtre Niveau Parking : B
- 2012 : Félicité d'Olivier Choinière / mise en scène de Michel Nadeau / Théâtre de La Bordée : l'Étalagiste
- 2013 : Dévadé de Réjean Ducharme / mise en scène de Frédéric Dubois / Théâtre de La Bordée : Bottom
- 2013 : Frontières d'Isabelle Hubert / mise en scène de Jean-Sébastien Ouellette / Théâtre de La Bordée : rôles multiples
- 2014 : Act of God de Marie-Josée Bastien et Michel Nadeau / mise en scène de Marie-Josée Bastien et Michel Nadeau / Théâtre Niveau Parking : rôles multiples
- 2014 : Vania d'Anton Tchekhov / mise en scène de Marie Gignac / Théâtre du Trident : Vania
- 2015 : Les Fourberies de Scapin de Molière / mise en scène de Jacques Leblanc / Théâtre de La Bordée : Argante
- 2015-2016 : Conte de la neige de Philippe Soldevila / mise en scène de Philippe Soldevila / Théâtre des Confettis : Joan
- 2015 : Le Dieu de carnage de Yasmina Reza / mise en scène de Michel Nadeau / Coproduction Théâtre du Trident et Théâtre Niveau Parking : Alain Reille
- 2015-2017 : Five Kings d'Olivier Kemeid / mise en scène de Frédéric Dubois / Coproduction Fonds de Tiroir, PÀP et Trois Tristes Tigres : rôles multiples
- 2016 : Les marches du pouvoir de Beau Willimon / mise en scène de Marie-Hélène Gendreau / Théâtre de la Bordée : Tom Duffy[4]
- 2016 : Le Songe d'une nuit d'été de William Shakespeare / mise en scène d'Olivier Normand Laplante / Théâtre du Trident[5] : Bottom
- 2017 : À toi, pour toujours, ta Marie-Lou de Michel Tremblay / mise en scène d'Alexandre Fecteau / Théâtre de la Bordée : Léopold[6]
- 2017 : Le Placard de Francis Veber / mise en scène de Nicolas Létourneau / Théâtre Voie d'Accès : François Pignon
- 2017: Filles en liberté de Catherine Léger / mise en scène de Patrice Dubois / Théâtre La Licorne : Alain
- 2018 : Dans la solitude des champs de coton de Bernard-Marie Koltès / mise en scène de Brigitte Haentjens / Sybillines / Usine C : Le Dealer
- 2018 : Conte du soleil de Philippe Soldevila / mise en scène de Philippe Soldevila / Théâtre des Confettis : Octavio
- 2019 : Fauves de Wajdi Mouawad / mise en scène de Wajdi Mouawad / Théâtre national de la Colline : rôles multiples
- 2019 : Lentement la beauté, création collective / mise en scène : Michel Nadeau / Théâtre de La Bordée : M. L'Homme
- 2019 : Dévorés de Jean-Denis Beaudoin / mise en scène de Jocelyn Pelletier / Théâtre La Bête Noire : Le Livreur de lait
- 2021 : Salle de Nouvelles de Lee Hall / mise en scène de Marie-Josée Bastien / Coproduction Théâtre Niveau Parking, Théâtre du Trident et Duceppe : Max Kaufmann
- 2022-2024 : Grosse-Île 1847 : Marée humaine d'Émile Proulx-Cloutier / mise en scène d'Émile Proulx-Cloutier / Théâtre de la Bordée : Dr. Douglas
- 2023-2024 : Le garçon de la dernière rangée de Juan Mayorga / mise en scène de Marie-Josée Bastien et Christian Garon / Théâtre Niveau Parking et Théâtre Périscope : Germain
- 2023 : N’essuie jamais de larmes sans gants de Jonas Gardell / mise en scène d'Alexandre Fecteau / Coproduction Nous sommes ici et Théâtre du Trident : Harald
- 2024 : Paul à la maison de Michel Rabagliati, adaptation d'Anne-Marie Olivier / mise en scène de Lorraine Côté / Théâtre du Trident : Paul Rifiorati[7]
- 2025 : Dis-moi qui tu es, je te dirai ce que tu dis de Simon Boudreault / mise en scène de Lorraine Côté / Théâtre de la Bordée, Théâtre Niveau Parking et Théâtre La Licorne : Rôles divers

### Mise en scène
- 2004 : Appuyez sur l'étoile de Christian Vézina / Production du Théâtre Niveau Parking
- 2009 : Un air de famille de Jean-Pierre Bacri et Agnès Jaoui / Production du Théâtre Voix d'Accès
- 2011 : Variations énigmatiques de Éric-Emmanuel Schmitt / Coproduction du Théâtre du Dream Team et du Théâtre de la Bordée
- 2014 : Tombé du ciel (The Mercy Seat) de Neil LaBute / Production du Théâtre Niveau Parking
- 2016 : Qui a peur de Virginia Woolf ? d'Edward Albee / Production du Théâtre de La Bordée
- 2020 : La Bête à sa mère de David Goudreault, adaptation d'Isabelle Hubert / Production du Théâtre du Trident
- 2024 : Trout Stanley de Claudia Dey, traduction de Manon St-Jules / Production du Théâtre Périscope

## Filmographie

### Cinéma
- 2001 : Une jeune fille à la fenêtre de Francis Leclerc : Léo
- 2005 : L'audition de Luc Picard : chauffard
- 2009 : Les grandes chaleurs de Sophie Lorain : vendeur de tamis
- 2012 : Tout ce que tu possèdes de Bernard Émond : homme balcon
- 2013 : Une jeune fille de Catherine Martin : père de Chantal
- 2013 : Deux temps, trois mouvements de Christophe Cousin : Mathias
- 2013 : Roche, papier, ciseaux de Yan Lanouette-Turgeon : Martin
- 2021 : Danavan (court-métrage) de Franie-Éléonore Bernier : René
- 2021 : Dans le ventre de Ghislaine (court-métrage) de Franie-Éléonore Bernier : Alain
- 2023 : Crépuscule pour un tueur de Raymond St-Jean : Jean-Guy
- 2024 : La fonte des glaces de François Péloquin : Henri Caillé

### Télévision
- 1999- 2001 : Deux frères (10 épisodes) de Louis Choquette et Éric Tessier
- 2001 : 4 et demi... de Christian Martineau
- 2004 : Grande Ourse de Patrice Sauvé
- 2006 : Un homme mort (8 épisodes) de Sophie Lorrain
- 2008 : René de Pierre Houle : journaliste
- 2010 : La Galère épisode an 3 : conseiller premier ministre
- 2010 : Shaputuan : Le postier
- 2011 : Malenfant (3 épisodes) de Ricardo Trogi : adjoint politique
- 2012 : Apparences (9 épisodes) Martin Gélinas de Francis Leclerc : Martin Gélinas
- 2012 : Chabotte et filles épisode an 3 de Louis Bolduc : Greg Johnson
- 2013 : La Galère épisode an 6 : Conseiller premier ministre
- 2013 : Rêves d'acteurs épisode Alexis Martin : le Père Marquette
- 2014 : Complexe G de Pierre Paquin
- 2015 : Body Language de Chantal Limoges : enquêteur de 39 ans
- 2015 : 30 vies - épisodes an 5 et 6 - Maxime Janoviak de Louis Bolduc : Maxime Janoviak
- 2015 : Ruptures de Mariloup Wolfe : Me Maxime Langlois
- 2015 : Karl et Max (10 épisodes) de Patrice Sauvé : Lou Guérard
- 2016 : Béliveau, la série de François Gingras : Roland Mercier
- 2018 : Victor Lessard épisode an 2 de Patrice Sauvé : Yves Gagné
- 2019 : Le Monstre de Patrice Sauvé : Me Savoie
- 2020 : Faits divers 4 de Stéphane Lapointe (en) : Pierre-Yves Castonguay
- 2021 : La Confrérie 1-2 de Guillaume Lonergan : Mario (le maire de Québec)
- 2022 : Cerebrum 2 de Guy Édouin et Yan Lanouette-Turge : Pierre Bouchard
- 2022-2024 : Alertes 2 à 5 de Mathieu Handfield et Julien Hurteau : Robert Larouche
- 2023-2024 : À propos d'Antoine 1-2 de Podz (an 1) et Claude Desrosiers (an 2) : Philippe Fenouillard
- 2024 : Temps de chien 2 de Jean-François Chagnon : Animateur nouvelles des Îles
- 2024 : Marco Lachance 2 de Yannick Savard : Médecin Bertrand

## Prix et nominations
- 2007 : Masque de l'interprétation masculine pour le rôle d'Hugo Barine dans Les Mains sales
- 2008 : Prix Paul-Hébert et Prix des Abonnés du Théâtre du Trident pour le rôle de Cyrano dans Cyrano de Bergerac[8]
- 2009 : Prix Paul-Hébert pour le rôle de Donatien Marcassilar dans L'Asile de la pureté
- 2016 : Prix d'excellence des Arts et de la Culture dans la catégorie Prix de la meilleure mise en scène de la Fondation du Théâtre du Trident[9]
- 2019 : Prix Paul-Hébert pour le rôle de M. L'Homme dans Lentement la beauté, mis en scène par Michel Nadeau au Théâtre de La Bordée